# The Papercut Chronicles II
Albums de Gym Class Heroes
The Quilt
(2008)
Singles
1. Stereo Hearts
Sortie : 14 juin 2011
2. Ass Back Home
Sortie : 1er novembre 2011
3. The Fighter
Sortie : 31 mai 2012

The Papercut Chronicles II est le quatrième album studio des Gym Class Heroes, sorti le 15 novembre 2011.
L'album s'est classé 10e au Top Rap Albums, 23e au Top Digital Albums et 54e au Billboard 200.

## Liste des titres
| No  | Titre                                            | Auteur | Contient un (des) sample(s) de                       | Durée |
| --- | ------------------------------------------------ | --- | ---------------------------------------------------- | ----- |
| 1.  | Za Intro                                         | Travie McCoy, Disashi Lumumba-Kasongo, Eric Roberts, Matt McGinley                                             |                                                      | 1:33  |
| 2.  | Martyrial Girl$                                  | McCoy, Lumumba-Kasongo, Roberts, McGinley                                                                      |                                                      | 3:37  |
| 3.  | Life Goes On (featuring Oh Land)                 | McCoy, Lumumba-Kasongo, Roberts, McGinley, Annie Clark, Emile Haynie                                           |                                                      | 4:12  |
| 4.  | Stereo Hearts (featuring Adam Levine)            | McCoy, Lumumba-Kasongo, Roberts, McGinley, Adam Levine, Benjamin Levin, Brandon Lowry, Ammar Malik, Dan Omelio | It's a New Day des Skull Snaps                       | 3:31  |
| 5.  | Solo Discotheque (Whiskey Bitness)               | McCoy, Lumumba-Kasongo, Roberts, McGinley, Tyler Pursel                                                        |                                                      | 4:02  |
| 6.  | Holy Horseshit, Batman!!                         | McCoy, Lumumba-Kasongo, Roberts, McGinley, Haynie, Nate Ruess                                                  |                                                      | 3:41  |
| 7.  | Ass Back Home (featuring Neon Hitch)             | McCoy, Lumumba-Kasongo, Roberts, McGinley, Levin, Malik, Omelio, David Silberstein                             |                                                      | 3:42  |
| 8.  | Nil-Nil-Draw                                     | McCoy, Lumumba-Kasongo, Roberts, McGinley, Pursel                                                              |                                                      | 3:15  |
| 9.  | Lazarus, Ze Gitan                                | McCoy, Lumumba-Kasongo, Roberts, McGinley                                                                      |                                                      | 3:51  |
| 10. | The Fighter (featuring Ryan Tedder)              | McCoy, Lumumba-Kasongo, Roberts, McGinley, Ryan Tedder, Noel Zancanella                                        | It Was a Good Day d'Ice Cube                         | 3:49  |
| 11. | Kid Nothing and the Never-Ending Naked Nightmare | McCoy, Lumumba-Kasongo, Roberts, McGinley                                                                      | Kid Nothing vs. The Echo Factor des Gym Class Heroes | 8:23  |

| 12. | Stereo Hearts (Soul Seekerz Retronica Radio Edit) (featuring Adam Levine) | McCoy, Lumumba-Kasongo, Roberts, McGinley, Levine, Levin, Lowry, Malik, Omelio | 3:36 |
| 13. | Stereo Hearts (Dillon Francis Radio Edit) (featuring Adam Levine)         | McCoy, Lumumba-Kasongo, Roberts, McGinley, Levine, Levin, Lowry, Malik, Omelio | 3:36 |